# Seychelles en los Juegos Olímpicos de Tokio 2020
Seychelles estuvo representada en los Juegos Olímpicos de Tokio 2020 por cinco deportistas, cuatro hombres y una mujer, que compitieron en cuatro deportes.
Los portadores de la bandera en la ceremonia de apertura fueron el regatista Rodney Govinden y la nadadora Felicity Passon. El equipo olímpico seychellense no obtuvo ninguna medalla en estos Juegos.